# Piseux
Piseux est une commune française située dans le département de l'Eure, en région Normandie.

## Géographie

### Localisation
|                                                             | Sainte-Marie-d'Attez (comm. dél. de Dame-Marie et de Saint-Ouen-d'Attez) |                    |
| Breteuil (comm. dél. de Cintray)                            | Piseux                                                                   | Tillières-sur-Avre |
| Verneuil d'Avre et d'Iton (comm. dél. de Verneuil-sur-Avre) | Bâlines                                                                  | Courteilles        |

### Hydrographie
La commune est située dans le bassin Seine-Normandie. Elle est drainée par le fossé 01 du Bois Blot et le Val du Boulay,,.

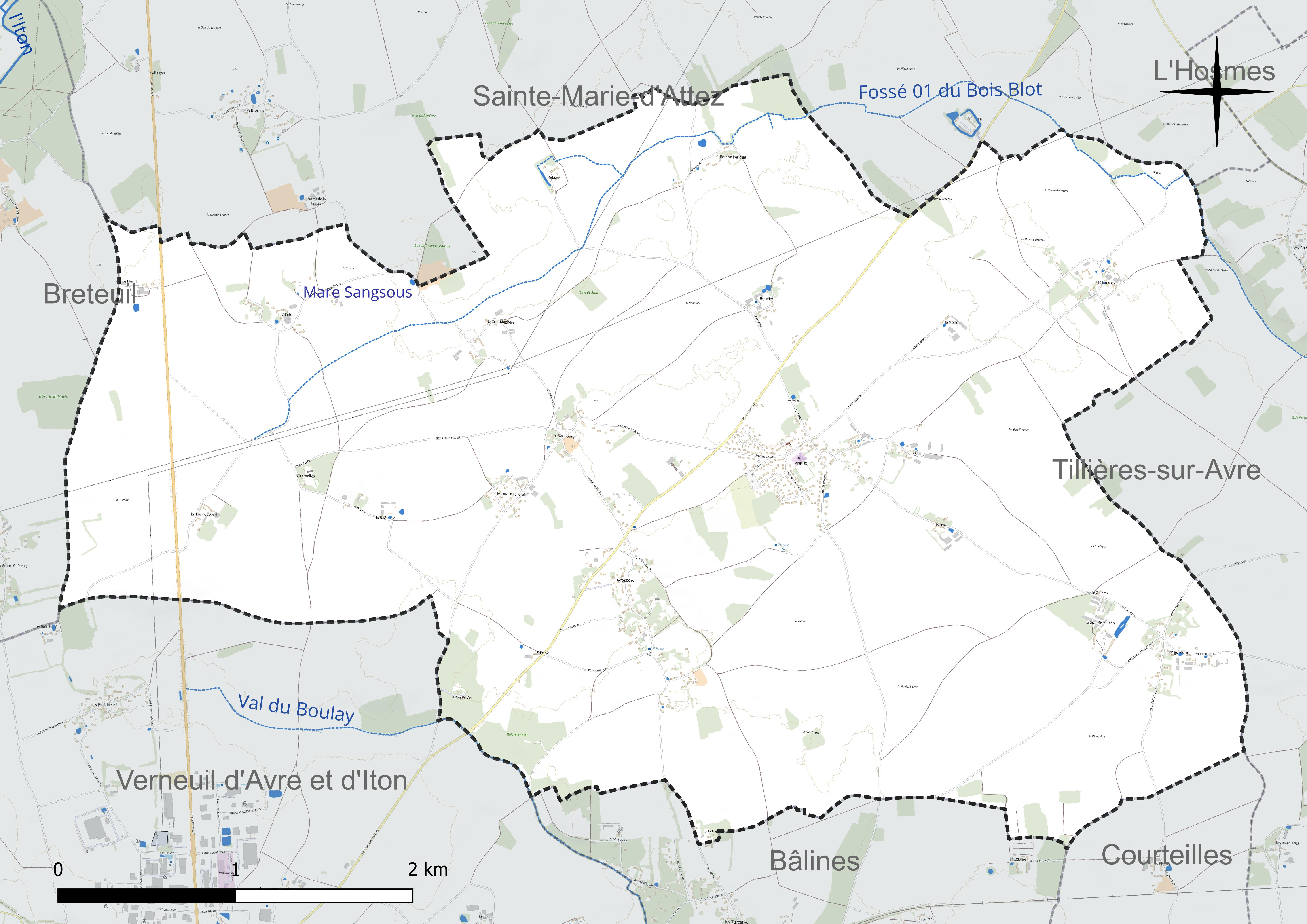
Réseau hydrographique de Piseux.

Un plan d'eau complète le réseau hydrographique : la mare Sangsous (0,1 ha),.

### Climat
Pour des articles plus généraux, voir Climat de la Normandie et Climat de l'Eure.
En 2010, le climat de la commune est de type climat océanique dégradé des plaines du Centre et du Nord, selon une étude du CNRS s'appuyant sur une série de données couvrant la période 1971-2000. En 2020, Météo-France publie une typologie des climats de la France métropolitaine dans laquelle la commune est dans une zone de transition entre le climat océanique et le climat océanique altéré et est dans la région climatique  Sud-ouest du bassin Parisien, caractérisée par une faible pluviométrie, notamment au printemps (120 à 150 mm) et un hiver froid (3,5 °C). Parallèlement le GIEC normand, un groupe régional d’experts sur le climat, différencie quant à lui, dans une étude de 2020, trois grands types de climats pour la région Normandie, nuancés à une échelle plus fine par les facteurs géographiques locaux. La commune est, selon ce zonage, exposée à un « climat des plateaux abrités », correspondant aux plaines agricoles de l’Eure, avec une pluviométrie beaucoup plus faible que dans la plaine de Caen en raison du double effet d’abri provoqué par les collines du Bocage normand et par celles qui s’étendent sur un axe du Pays d'Auge au Perche.
Pour la période 1971-2000, la température annuelle moyenne est de 10,1 °C, avec  une amplitude thermique annuelle de 14 °C. Le cumul annuel moyen de précipitations est de 671 mm, avec 11,2 jours de précipitations en janvier et 7,9 jours en juillet. Pour la période 1991-2020, la température moyenne annuelle observée sur la station météorologique installée sur la commune est de 11,3 °C et le cumul annuel moyen de précipitations est de 676,7 mm,. Pour l'avenir, les paramètres climatiques de la commune estimés pour 2050 selon différents scénarios d’émission de gaz à effet de serre sont consultables sur un site dédié publié par Météo-France en novembre 2022.
| Mois                                  | jan.          | fév.           | mars         | avril         | mai         | juin          | jui.         | août          | sep.        | oct.          | nov.          | déc.          | année      |
| ------------------------------------- | ------------- | -------------- | ------------ | ------------- | ----------- | ------------- | ------------ | ------------- | ----------- | ------------- | ------------- | ------------- | ---------- |
| Température minimale moyenne (°C)     | 1,7           | 0,8            | 2,4          | 3,7           | 6,7         | 10,4          | 12,1         | 12            | 9,4         | 7,5           | 4,4           | 2,3           | 6,1        |
| Température moyenne (°C)              | 4,8           | 4,6            | 7,3          | 10,1          | 13          | 16,8          | 19,2         | 18,8          | 15,8        | 12,1          | 7,9           | 5,4           | 11,3       |
| Température maximale moyenne (°C)     | 7,8           | 8,5            | 12,2         | 16,4          | 19,3        | 23,2          | 26,3         | 25,7          | 22,2        | 16,6          | 11,3          | 8,6           | 16,5       |
| Record de froid (°C) date du record   | −9 21.01.17   | −15,5 12.02.12 | −11 13.03.13 | −4,5 21.04.17 | −2 06.05.19 | 3 07.06.15    | 4,5 31.07.15 | 4,5 21.08.14  | 0 30.09.18  | −3,5 21.10.10 | −7,5 30.11.10 | −8,5 03.12.10 | −15,5 2012 |
| Record de chaleur (°C) date du record | 14,5 31.01.17 | 21 27.02.19    | 23 16.03.12  | 27,5 20.04.18 | 30 21.05.20 | 37,5 21.06.17 | 42 25.07.19  | 38,5 09.08.20 | 36 15.09.20 | 28,5 01.10.11 | 20,5 08.11.15 | 15,5 19.12.15 | 42 2019    |
| Précipitations (mm)                   | 58            | 54,6           | 52,7         | 40            | 62,2        | 63,1          | 47,9         | 56            | 45,7        | 57,1          | 59,7          | 79,7          | 676,7      |

## Urbanisme

### Typologie
Au 1er janvier 2024, Piseux est catégorisée commune rurale à habitat dispersé, selon la nouvelle grille communale de densité à 7 niveaux définie par l'Insee en 2022.
Elle est située hors unité urbaine. Par ailleurs la commune fait partie de l'aire d'attraction de Verneuil d'Avre et d'Iton, dont elle est une commune de la couronne,. Cette aire, qui regroupe 24 communes, est catégorisée dans les aires de moins de 50 000 habitants,.

### Occupation des sols
L'occupation des sols de la commune, telle qu'elle ressort de la base de données européenne d’occupation biophysique des sols Corine Land Cover (CLC), est marquée par l'importance des territoires agricoles (94,1 % en 2018), une proportion sensiblement équivalente à celle de 1990 (94,2 %). La répartition détaillée en 2018 est la suivante : 
terres arables (91,2 %), zones urbanisées (4,6 %), zones agricoles hétérogènes (2,9 %), forêts (1,3 %). L'évolution de l’occupation des sols de la commune et de ses infrastructures peut être observée sur les différentes représentations cartographiques du territoire : la carte de Cassini (XVIIIe siècle), la carte d'état-major (1820-1866) et les cartes ou photos aériennes de l'IGN pour la période actuelle (1950 à aujourd'hui).

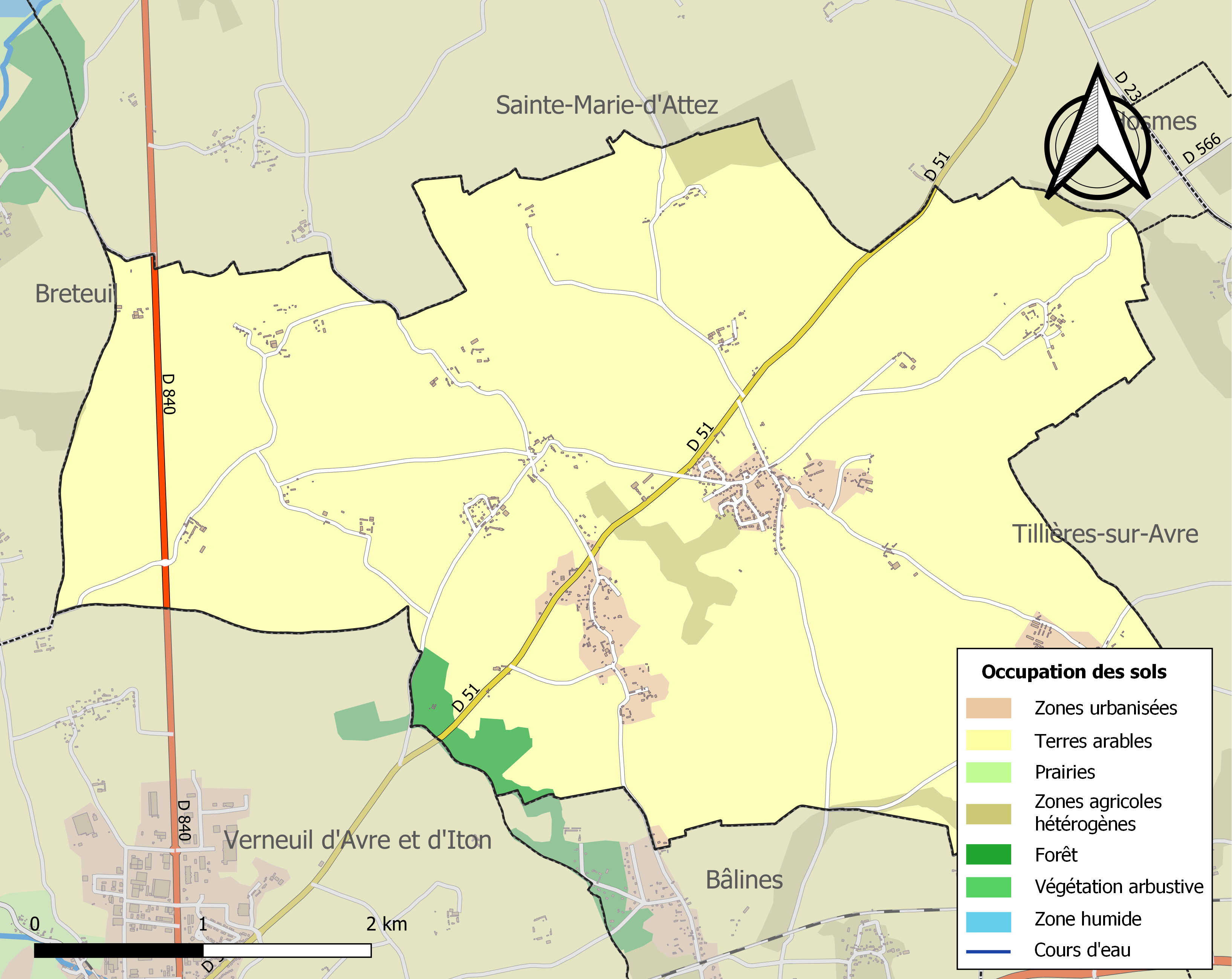
Carte des infrastructures et de l'occupation des sols de la commune en 2018 (CLC).

## Toponymie
Le nom de la localité est attesté sous la forme Puteoli en 1174 (charte de Henri II), Puiseis en 1207, Puiseus en 1212 (cartulaire de Jumiéges), Puseus en 1219 (cartulaire de l’Estrée), Pisieur en 1738 (Saas).
Du latin puteus, « trou, fosse », « gouffre, fosse très profonde », « puits d’eau vive » ou même « puits de mine » et du suffixe diminutif -eolum au pluriel : « petits puits ». Son sens s’est ensuite étendu au « trou creusé pour atteindre une nappe d’eau souterraine ».

## Histoire
Les communes de Longuelune, Grosbois et de Charnelles sont absorbées en 1843.

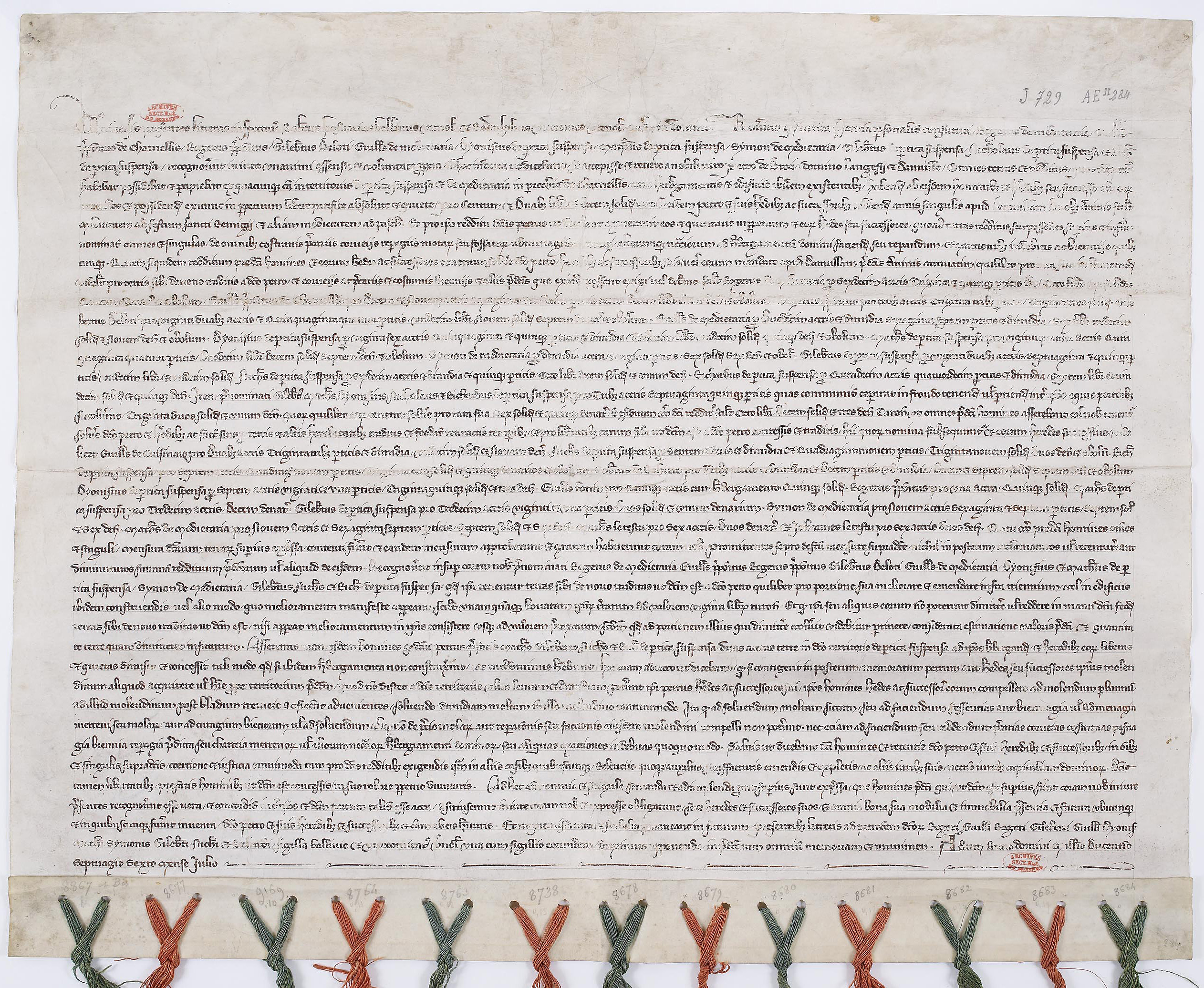
Pierre de La Broce, chambellan du roi Philippe III le Hardi, octroie en juillet 1276 un bail à ferme pour des terres situées à Charnelles en Normandie. Archives nationales.

## Politique et administration
| Période                                  | Période  | Identité       | Étiquette        | Qualité  |
| ---------------------------------------- | -------- | -------------- | ---------------- | -------- |
| mars 2001                                | en cours | Gérard Laurain | Les Identitaires | Retraité |
| Les données manquantes sont à compléter. |          |                |                  |          |

## Démographie
L'évolution du nombre d'habitants est connue à travers les recensements de la population effectués dans la commune depuis 1793. Pour les communes de moins de 10 000 habitants, une enquête de recensement portant sur toute la population est réalisée tous les cinq ans, les populations de référence des années intermédiaires étant quant à elles estimées par interpolation ou extrapolation. Pour la commune, le premier recensement exhaustif entrant dans le cadre du nouveau dispositif a été réalisé en 2004.

En 2022, la commune comptait 691 habitants, en évolution de −10,03 % par rapport à 2016 (Eure : −0,25 %, France hors Mayotte : +2,11 %).
| 1793 | 1800 | 1806 | 1821 | 1831 | 1836 | 1841 | 1846 | 1851 |
| ---- | ---- | ---- | ---- | ---- | ---- | ---- | ---- | ---- |
| 130  | 112  | 137  | 128  | 134  | 229  | 245  | 575  | 581  |

| 1856 | 1861 | 1866 | 1872 | 1876 | 1881 | 1886 | 1891 | 1896 |
| ---- | ---- | ---- | ---- | ---- | ---- | ---- | ---- | ---- |
| 623  | 578  | 613  | 566  | 503  | 501  | 491  | 470  | 449  |

| 1901 | 1906 | 1911 | 1921 | 1926 | 1931 | 1936 | 1946 | 1954 |
| ---- | ---- | ---- | ---- | ---- | ---- | ---- | ---- | ---- |
| 446  | 413  | 426  | 432  | 435  | 423  | 379  | 369  | 406  |

| 1962 | 1968 | 1975 | 1982 | 1990 | 1999 | 2004 | 2006 | 2009 |
| ---- | ---- | ---- | ---- | ---- | ---- | ---- | ---- | ---- |
| 403  | 515  | 505  | 509  | 569  | 536  | 621  | 657  | 658  |

| 2014 | 2019 | 2022 | - | - | - | - | - | - |
| ---- | ---- | ---- | - | - | - | - | - | - |
| 742  | 696  | 691  | - | - | - | - | - | - |

## Culture locale et patrimoine

### Lieux et monuments
- Église Saint-Denis
- Château de Charnelles du XIXe siècle
- Chapelle du château, vendue au XIXe siècle, ancienne église de Charnelles

### Héraldique
| Blason de Piseux | Blason  | Parti: au 1er d'azur au puits d'argent maçonné de sable, au 2e d'or à deux épées d'azur, garnies d'argent et passées en sautoir; le tout sommé d'un chef de gueules au léopard d'or armé et lampassé d'azur. |
| Blason de Piseux | Détails | Le léopard d'or sur champ de gueules rappelle les armes de la Normandie. |